# 张季鸾
张季鸾（1888年3月20日—1941年9月6日），名炽章，字季鸾，笔名一苇、老兵。祖籍陕西榆林，生于山東邹平。中國著名报人、政论家。是中国近代新闻事业的奠基者之一，著名的报刊政论家和爱国人士。1926年起，张季鸾主持《大公报》，被誉为“报界宗师”，与于右任、李仪祉并称“陕西三杰”。1941年9月6日逝世于重庆，享年54岁。

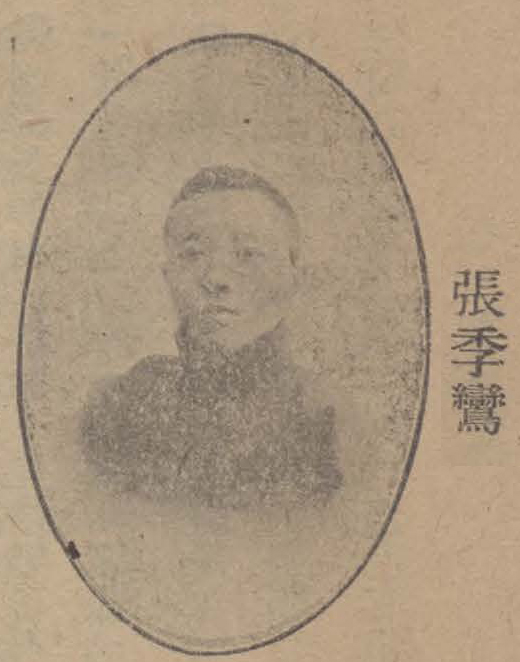

## 生平
父亲名張楚林，字翘轩。少年时弃武从文，在总兵刘厚基和知府蔡北槐的栽培下考取进士，不过张季鸾之父官运不济，以知县分配山东。1888年3月20日张季鸾生于山东邹平父亲官所。其父1900年死于济南。张季鸾与母亲王氏挟兄妹三人扶柩归葬。

### 求学经历
少年张季鸾体弱口吃，但很聪明。延榆绥道陈兆璜欣赏他的文章，又同情他的家境，遂将其招入道署，亲自教读。
经陈兆璜介绍，1902年秋前往关中“烟霞草堂”，师从关中名儒刘古愚习经世之学。1903年刘古愚前往甘肃讲学，张季鸾遂离开，考入陕西三原宏道学堂。
1905年考取官费留日，先入东京经纬学堂，不久后入东京第一高等学校攻读政治经济学。留日期间，与革命党人多有交往，课余任陕西留日学生创办的《夏声》杂志主编，开始办报生涯。

### 涉足新闻业
1908年，张季鸾学成归国，在关中高等学堂当教员2年。
1911年应邀到陕西同乡于右任在上海的《民立报》工作。1912年1月，中华民国成立，经于右任举荐，任南京临时政府大总统府秘书，参与《临时大总统就职宣言》起草工作。4月1日，随着孙中山辞职，他也随之离职。
1913年在北京与曹成甫合办《民立报》，自任主编。宋教仁遇刺后，开始宣传反袁，后因在上海《民立报》上披露《善后借款条约》，得罪袁世凯政府，北京《民立报》被封，张季鸾被捕入狱。囚于军政执法处监狱。三个月后被释放。出狱后应胡政之之邀前往上海，任《大共和日报》任国际版主编。
1915年袁世凯意欲称帝，反袁呼声高涨，张季鸾在上海办《民信日报》，任总编，抨击时政，后《民信日报》因经费问题停刊。
1916年袁世凯在谴责声中死去，张季鸾前往北京为上海《新聞報》担任通讯记者，后政学会张耀曾、谷钟秀在京创办政学会机关报《中华新报》，张季鸾应邀任总编，同时兼任上海《新闻报》驻京通讯员。
1918年《中华新报》因发表段祺瑞政府与日本签订满蒙铁路大借款合同消息被京师警察厅查封，张季鸾再次入被捕狱。后经营救获释，但北京《中华新报》未能复刊。
1919年赴上海，出任上海《中华新报》总编辑（仍是政学会机关报），直至1924年冬该报停刊。
后来经河南军务督办胡景翼的推荐，北洋军阀的张绍曾内阁任命其为陇海铁路会办。

### 大公报时期
1926年，与吴鼎昌、胡政之成立新记公司，于9月1日续刊《大公报》，任总编辑兼副经理。续刊之日，他执笔撰写《本社同人之旨趣》，提出著名的不党、不卖、不私、不盲的“四不”方针。

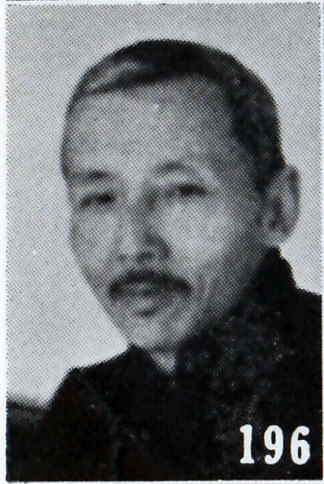

后世评价新记大公报时，往往使用“吴鼎昌的钱、胡政之的管理、张季鸾的笔”的字眼，张季鸾作为报社总主编，为新记大公报的发展，做出了巨大的贡献。抗战时期，曾两度担任国民参政会参政员。
九一八後，《大公报》主张“缓抗”方针，报馆被民族主义者和激进爱国主义者投掷炸弹。张季鸾也收到过一个装有炸弹的邮包。
经杨永泰出面，张季鸾成为蒋中正的座上宾。1934年蒋中正在南京励志社大宴群僚，各部军政大员数百，但首席主客却是张季鸾，令列席诸位大感意外。蒋中正对张季鸾推崇备至，是民国报人都未曾达到的境遇。
1936年12月18日，国军空军在西安市区上空投放大公报数十万份，头版为张季鸾撰写之《给西安军界的公开信》，劝告东北军将士迷途知返，勿误国误民，该文章张学良至晚年尚能背诵。
1941年9月6日上午4时病逝於重庆中央医院。去世后国共两党对其生前贡献都给予高度评价。张一去世，蒋中正立即致《大公报》社唁函。函曰：“季鸾先生，一代论宗，精诚爱国，忘劬积瘁，致耗其躯。握手犹温，莒闻殂谢。斯人不作，天下所悲。”9月18日，毛澤東同陳紹禹、秦邦憲、吳玉章、林伯渠電唁《大公報》總編輯、國民參政員張季鸞逝世:328。
蒋介石亲自参加了他的葬礼，国民政府为他举行了国葬。周恩来、董必武、邓颖超也发送唁电，赞扬张季鸾在文学和新闻界的卓越成就，以及他对国家的忠诚和表达的达观。
周恩来当年对人说，做报人，要像张季鸾那样，“腾龙飞虎，游刃有余”。而毛泽东则认为他是“士林矜式”，“功在国家”。

## 身后
张季鸾灵柩后公葬于西安，碑铭“中华民国故报人榆林张季鸾先生”，蒋中正亲自扶柩归葬。墓址为葬于西安市长安区杜曲镇竹园村，墓园后遭盗掘，墓冢被夷平。文革期間，其原碑一度被毁，後复原，但墓園面積大不如前。上世纪90年代末，家属在原址立碑纪念，2004年後，當地村民在张季鸾的陵园中建起了磚窯和養豬場，其墓碑也被人们再次砸碎拿去蓋房子。2014年8月，墓由西安迁至榆林故乡。
张季鸾纪念馆位于陕西榆林季鸾公园凤凰阁一楼，展示面积400余平方米，序厅以民国历史为背景，展现张季鸾的人物浮雕。展室以张季鸾一生为主线，包含《多舛身世飘萍学子》《新闻报国两陷囹圄》《文人论政大公立言》《关注苏区报道中央》《团结抗战功在国家》等板块，全面展示了他的生平和事迹。

## 著作
- 所写报刊评论辑为《季鸾文存》（上、下卷，胡政之编，大公报馆1944年12月出版，统一书号：3378-6）。

## 家庭
张有三任太太，分别是：高芸轩（1908年） 范氏夫人（1934年，家里实权派） 陈筱霞（1935年）
- 儿子：张士基（陈筱霞所生，1937年7月2日出生）[4]
- 外甥：高集，《大公报》、《人民日报》记者、编辑